# Friedrich Gottlob Hayne

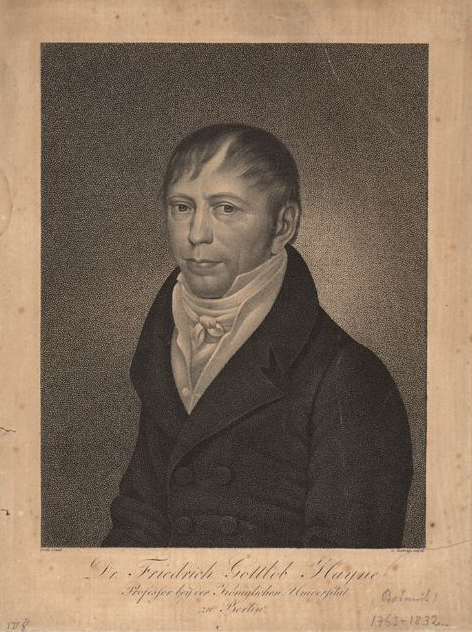
Friedrich Gottlob Hayne

Friedrich Gottlob Hayne (* 18. März 1763 in Jüterbog; † 28. April 1832 in Berlin) war ein deutscher Botaniker, Apotheker und Hochschullehrer. Sein offizielles botanisches Autorenkürzel lautet „Hayne“.

## Leben und Wirken
Hayne zeigte schon in frühen Jahren Interesse für die Pflanzenwelt. Von 1778 bis 1796 war er als Apotheker in Berlin tätig; er war mit dem etwa gleichaltrigen Botaniker Carl Ludwig Willdenow bekannt, der zeitweise ebenfalls Apotheker in Berlin war. Ab 1797 erledigte er für das Fabriken-Departement der preußischen Regierung „botanisch-technische Aufträge“.
Von 1801 bis 1808 war er in Schönebeck (Elbe) tätig; hier war er Assistent in der „Königlichen Preußischen Chemischen Fabrique“ (heute Hermania), die 1793 vom Apotheker Carl Samuel Hermann als erste deutsche chemische Fabrik überhaupt gegründet worden war. In seiner Zeit in Schönebeck untersuchte er Aufbau und Inhaltsstoffe von Pflanzen sowie die Flora in der Umgebung.
Durch den Frieden von Tilsit verlor 1807 das Königreich Preußen etwa die Hälfte seines Gebietes, darunter alle Gebiete westlich der Elbe. Dadurch sah sich Hayne veranlasst, 1808 nach Berlin zurückzukehren. Ab 1811 unterrichtete er an der Universität Berlin als „öffentlicher Lehrer der Botanik“; 1814 wurde er zum außerordentlichen Professor ernannt. Im Jahr 1822 wurde er zum Mitglied der Leopoldina gewählt. Nach langen Jahren der Lehrtätigkeit wurde er erst 1828 ordentlicher Professor für pharmazeutische Botanik. Neben dem Vorlesungsbetrieb leitete er zahlreiche botanische Exkursionen. Bekannt war er auch für die Konsequenz, mit der er den Gebrauch der korrekten Fachausdrücke („termini botanici“) bei Pflanzenbeschreibungen durchsetzte.
Über etwa 30 Jahre hinweg fertigte Hayne rund 600 Kupfertafeln mit Darstellungen von (überwiegend pharmazeutisch interessanten) Pflanzen an.

## Ehrungen
Hayne war Ehrenmitglied der Gesellschaft Naturforschender Freunde zu Berlin.  Nach ihm benannt ist die Pflanzengattung Haynea Willd. aus der Familie der Korbblütler (Asteraceae).

## Werke
- Termini botanici iconibus illustrati, oder botanische Kunstsprache durch Abbildungen erläutert. 2 Bände, 1799–1812, Neuausgabe 1817.
- Botanisches Bilderbuch für die Jugend und Freunde der Pflanzenkunde. 5 Bände, 1798–1819, zusammen mit Friedrich Dreves.
- Getreue Darstellung und Beschreibung der in der Arzneykunde gebräuchlichen Gewächse wie auch solcher, welche mit ihnen verwechselt werden können. 12 Bände, 1805–1856 (fortgesetzt von Johann Friedrich Brandt, Julius Theodor Christian Ratzeburg und Johann Friedrich Klotzsch). Digitalisierte Ausgabe der Universitäts- und Landesbibliothek Düsseldorf
- Getreue Darstellung und Beschreibung der in der Technologie gebräuchlichen Gewächse. 1809.
- Abbildungen der deutschen Holzarten. 2 Bände mit 216 handkolorierten Kupfertafeln, 1810–1920, zusammen mit Friedrich Guimpel und Carl Ludwig Willdenow.
- Abbildungen der fremden, in Deutschland ausdauernden Holzarten. 24 Hefte mit 144 kolorierten Tafeln, 1819–1830, zusammen mit Friedrich Guimpel und Cristoph Friedrich Otto.
- Dendrologische Flora oder Beschreibung der in Deutschland im Freien ausdauernden Holzgewächse, ein Handbuch für Kameralisten, Forstmänner, Gartenbesitzer, Landwirthe …. 1822.